# شادو دانسر: ذا سكريت أف شينوبي
شادو دانسر: ذا سكريت أف شينوبي (باليابانية: シャドー・ダンサー ザ・シークレット・オブ・シノビ) (بالإنجليزية: Shadow Dancer: The Secret of Shinobi)‏، هي لعبة فيديو إلكترونية من نوع أكشن ومنصات وذبح وتقطيع، صدرت في الأسواق اليابانية والأمريكية سنة 1990م، وبقية بلدان العالم سنة 1991م، وتعمل حصراً على منصة سيغا جينسيس، وحيث تم إعادة إصدار الألعاب الكلاسيكية سنة 2010م، وخاصة على منصات وي يو التابعة لشركة نينتندو وغيرها.

## وصلات خارجية
- Shadow Dancer at GameFAQs
- شادو دانسر: ذا سكريت أف شينوبي على موبي غيمز